# 빈스 그렐라
빈센조 "빈스" 그렐라(Vincenzo "Vince" Grella, 1979년 10월 5일 ~ )는 오스트레일리아의 은퇴한 축구 선수로, 선수 시절 포지션은 수비형 미드필더이다.

## 축구인 경력

### 클럽 경력
19세의 어린 나이에 이탈리아 세리에 A의 엠폴리 FC에 입단한 후, 유벤투스 FC와의 경기에서 데뷔전을 치렀다. 2003년엔 AC 밀란으로부터 러브콜을 받기도 하였으나 이적에 성공하지는 못하였고, 2004년 파르마 FC로 이적하였다. 파르마 FC에서 주장직을 수행하며 팀을 강등에서 구해낸 후, 계약 기간이 끝나자 토리노 FC로 이적하였다. 토리노에서 1시즌을 소화한 후, 2008년 잉글랜드 프리미어리그의 블랙번 로버스 FC으로 이적하였다.

## 기타
같은 오스트레일리아 국적의 축구 선수 마크 브레시아노와 유소년 시절부터 절친한 친구 사이로, 고국을 떠나 이탈리아로 이적한 이후에도 같은 팀에서 활약하였다.